# Nidificação

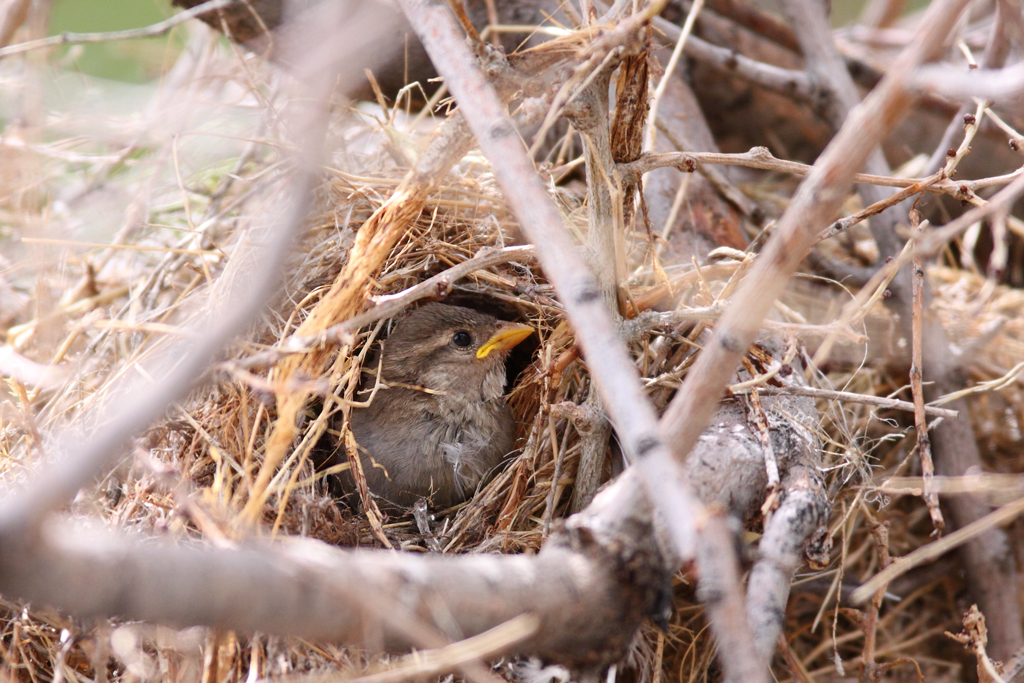
Ninho com um filhote de pardal-doméstico (Passer domesticus).

Nidificação é a ação de alguma espécie de animal construir seu ninho. É muito comum aos pássaros no período de incubação de seus ovos. Em algumas espécies tanto o macho como a fêmea constroem o ninho; em outras, somente a fêmea ou o macho. O ninho pode ser construído em diversos locais como árvores, no chão, em paredões, coletivos e às vezes, em ninhos de outras aves. Também é possível o uso de ninhos artificiais.
Esse comportamento apresenta diversos aspectos interessantes para o entendimento da formação do comportamento social dos animais, dos insetos ao homem. E essa compreensão está ligada à teoria darwinista das espécies. Por isso é importante entender como certas espécies adquiriram esse comportamento com o passar das gerações. Uma espécie pode, dependendo da região, ter mais chances de sobreviver quando se desenvolve dentro de um ninho aos cuidados dos seus genitores, em relação à outra que se desenvolve de modo mais independente.
A nidificação pode relacionar-se com os ninhos criados pelas aves migratórias como andorinhas e cegonhas que todos os anos regressam aos mesmos locais para o fazer, assegurando a continuação da espécie, já que não tem capacidade para se adaptar aos meios com temperaturas extremas.
Nem todas as espécies de aves constroem ninhos. Algumas espécies depositam seus ovos diretamente no chão ou em bordas rochosas, enquanto os parasitas de cria depositam seus ovos nos ninhos de outras aves, deixando que "pais adotivos" involuntários façam o trabalho de criar os filhotes. Embora os ninhos sejam usados principalmente para reprodução, eles também podem ser reutilizados na estação de não-reprodução para galos e algumas espécies constroem ninhos especiais de dormitório ou ninhos de abrigo (ou ninhos de inverno) que são usados apenas para galos. A maioria das aves constrói um novo ninho a cada ano, embora algumas reformem seus antigos ninhos. Os grandes eyries (ou aeries) de algumas águias são ninhos de plataforma que foram usados e remodelados por vários anos.
Na maioria das espécies de construção de ninhos, a fêmea faz a maior parte ou toda a construção do ninho, em outras ambos os parceiros contribuem; Às vezes, o macho constrói o ninho e a galinha o alinha. Em algumas espécies poligínicas, no entanto, o macho faz a maior parte ou toda a construção do ninho. O ninho também pode fazer parte da exibição do cortejo, como em aves tecelãs. A capacidade de escolher e manter bons locais de nidificação e construir ninhos de alta qualidade pode ser selecionada pelas fêmeas dessas espécies. Em algumas espécies, os filhotes de ninhadas anteriores também podem atuar como auxiliares para os adultos.

## Proteção e saneamento de ninhos
Muitas espécies de aves escondem seus ninhos para protegê-los de predadores. Algumas espécies podem escolher locais de nidificação que são inacessíveis ou construir o ninho de modo a dissuadir predadores. Os ninhos de aves também podem funcionar como habitats para outras espécies inquilinas que podem não afetar diretamente a ave. As aves também desenvolveram medidas sanitárias de ninhos para reduzir os efeitos de parasitas e patógenos sobre os filhotes.
Algumas espécies aquáticas, como os mergulhões, são muito cuidadosas ao se aproximar e sair do ninho para não revelar o local. Algumas espécies usam folhas para cobrir o ninho antes de sair.
Aves terrestres, como tropeiros, podem usar asas quebradas ou exibições de corrida de roedores para distrair os predadores dos ninhos.
Muitas espécies atacam predadores ou predadores aparentes perto de seus ninhos. Os pássaros-rei atacam outros pássaros que se aproximam demais. Na América do Norte, os pássaros-do-norte, as gralhas-azuis e as andorinhas-do-ártico podem bicar com força suficiente para tirar sangue. Na Austrália, diz-se que um pássaro atacando uma pessoa perto de seu ninho arrebata a pessoa. O magpie australiano é particularmente conhecido por esse comportamento.
Os ninhos podem se tornar o lar de muitos outros organismos, incluindo parasitas e patógenos. As excretas dos filhotes também representam um problema. Na maioria dos passeriformes, os adultos descartam ativamente os sacos fecais dos jovens à distância ou os consomem. Acredita-se que isso ajude a evitar que predadores terrestres detectem ninhos.  Aves de rapina jovens, no entanto, geralmente anulam seus excrementos além das bordas de seus ninhos. As moscas-varejeiras do gênero Protocalliphora se especializaram em se tornarem parasitas obrigatórios de ninhos com as larvas se alimentando do sangue de filhotes.
Algumas aves têm sido mostradas para escolher material vegetal verde aromático para construir ninhos que podem ter propriedades inseticidas, enquanto outros podem usar materiais como fezes carnívoras para repelir predadores menores. Algumas aves urbanas, pardais domésticos e tentilhões domésticos no México, adotaram o uso de bitucas de cigarro que contêm nicotina e outras substâncias tóxicas que repelem carrapatos e outros ectoparasitas.
Algumas aves usam pedaços de esfacelo de cobra em seus ninhos. Tem sido sugerido que estes podem dissuadir alguns predadores de ninhos, como esquilos.

## Colônia de aves

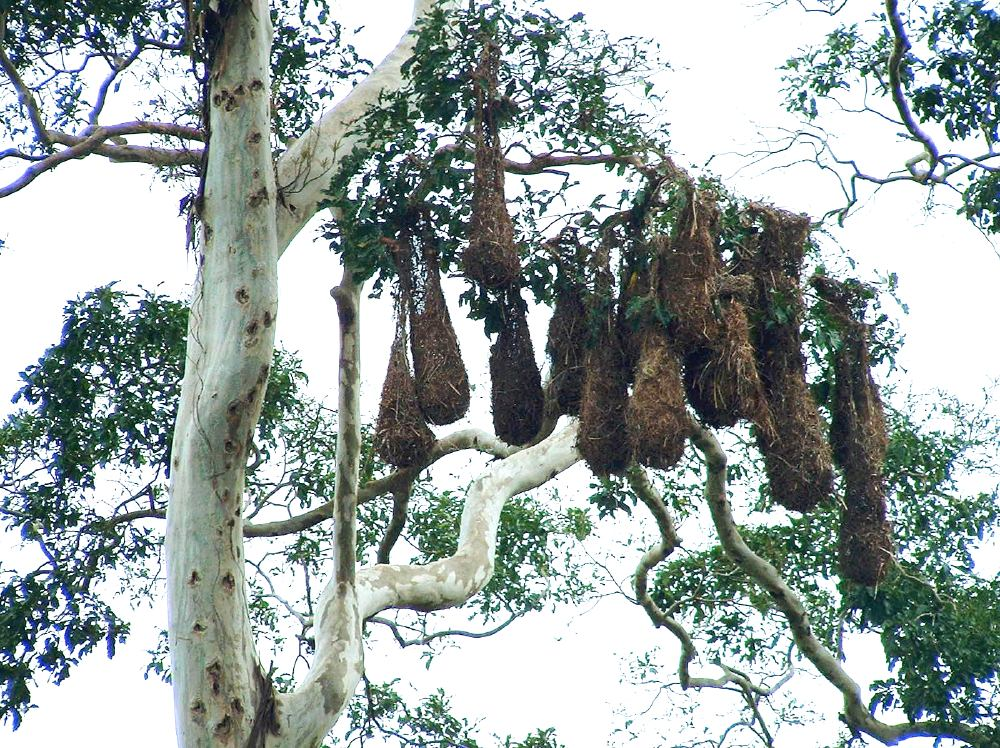
Colônia de nidificação de Montezuma oropendolas

Embora a maioria das aves nidifique individualmente, algumas espécies - incluindo aves marinhas, pinguins, flamingos, muitas garças, gaivotas, andorinhas, tecelões, alguns corvídeos e alguns pardais - se reúnem em colônias consideráveis. As aves que nidificam colonialmente podem se beneficiar de maior proteção contra a predação. Eles também podem ser capazes de usar melhor os suprimentos alimentares, seguindo forrageiras mais bem-sucedidas para seus locais de forrageamento.

## Importância ecológica
Na construção de ninhos, as aves atuam como engenheiras do ecossistema, fornecendo um microclima abrigado e fontes de alimento concentradas para os invertebrados. Uma lista de verificação global lista dezoito ordens de invertebrados que ocorrem em ninhos de aves.